# Yvonne Tracy
Yvonne Tracy est une footballeuse internationale irlandaise née le 27 février 1981 à Limerick. Elle joue l'essentiel de sa carrière au Arsenal Ladies Football Club, elle joue au poste de défenseur.

## Palmarès
- Championnat d'Angleterre de football féminin : 9 
 2000–01, 2001–02, 2003–04, 2004–05, 2005–06, 2006–07, 2007–08, 2008–09, 2009-10.
- Coupe d'Angleterre de football féminin : 7 
 2000–01, 2003–04, 2005–06, 2006–07, 2007–08, 2008–09, 2010-11.
- Coupe de la Ligue anglaise de football féminin : 4 
 2000–01, 2004–05, 2006–07, 2007–08.
- Coupe féminine de l'UEFA : 1 
 2006-07